# Copiphana albo-ochracea
Copiphana albo-ochracea är en fjärilsart som beskrevs av Rothschild. Copiphana albo-ochracea ingår i släktet Copiphana och familjen nattflyn. Inga underarter finns listade i Catalogue of Life.